# انتخاب (وبگاه)
انتخاب (وابسته به مؤسسه فرهنگی مطبوعاتی انتخاب) یک وب‌گاه خبری در ایران است.
بنا به گفته مصطفی فقیهی مدیر مسئول وب‌گاه، انتخاب این وب‌گاه از قدیمی‌ترین رسانه مجازی در ایران است که ۲۱ سال است که مشغول به فعالیت می‌باشد.
این سایت در اوج جنگ ایران و اسرائیل و ساعاتی پیش از آتش‌بس به دلیل آنچه «تمرد از دستور قضایی» و «انتشار اخبار جنگی که روان مردم را می‌آزارد»، توقیف و فیلتر شد. 
انتخاب در حاشیه‌ی چهاردهمین دوره انتخابات ریاست جمهوری و پس از گفتگوی لایو اینستاگرامی محمدجواد آذری جهرمی و محمدجواد ظریف با سردبیر این رسانه به عنوان رسانه نزدیک به این دو چهره شناخته می‌شود. هم‌چنین اظهار نظرات حمایتی مصطفی فقیهی از ظریف و آذری جهرمی و موضع گیری‌ها علیه محمدرضا عارف و محمدجعفر قائم‌پناه معاونین مسعود پزشکیان پس از استعفای ظریف از معاونت راهبردی مهر تاییدی بر این صحبت‌ها است. 

## فیلترینگ
این سایت در ایام دولت احمدی‌نژاد، ۱۳ بار فیلتر شده‌ است.
این وب‌گاه سه مرتبه در ایام دولت روحانی در تاریخ‌های ۱۴ بهمن ۱۳۹۲ و ۱۰ مهر ۱۳۹۳ فیلتر شده‌ است.
در بهمن ۱۳۹۲، دلیل این فیلتر انتشار نامه صادق زیباکلام به حسین شریعتمداری اعلام شد.
در مهر ۱۳۹۳، پوشش این سایت در خصوص یکی از مقامات بانک مرکزی به نام حمید پورمحمد گل سفید و سید کامل تقوی نژاد مدیر عامل بانک سپه منجر به شکایت آنان و فیلتر شدن این سایت شد. فیلتر شدن این سایت باعث شد علی مطهری، نماینده تهران در مجلس به وزیر ارتباطات تذکر بدهد.
پایگاه خبری انتخاب پس از حادثه هواپیمای اوکراینی در تاریخ ۲۳ دی ماه ۱۳۹۸ توقیف و پس از مدتی رفع توقیف شد.
سایت انتخاب در ۱۳ شهریور ۱۴۰۲ از دسترس خارج شد. دلایل مختلفی برای این توقیف مطرح شد؛ اما در بیانیه هیئت نظارت بر مطبوعات، علت توقیف این وبگاه انتشار ویدئویی اعلام شده که علیه سیاست خارجی ایران بوده‌است.